# ポール・マーティン
ポール・マーティン（Paul Edgar Philippe Martin、1938年8月28日 - ）は、第27代カナダ首相。クレティエン政権財務相。カナダ自由党党首。

## 来歴
オンタリオ州ウィンザー出身のアイルランド系。トロント大学で哲学、歴史、法学を修め、弁護士資格を取得。実業家を経て、1988年にケベック州ラサル・エマールの選挙区で自由党から出馬し、連邦下院議員となる。1993年11月から2002年6月まで財務相を務め、歳出抑制により連邦の財政赤字縮減に貢献する。2003年、自由党代表選で対立候補のコップスを破り12月12日第21代首相に就任。2006年の総選挙ではカナダ保守党に敗北し下野、責任を取って党首も辞任した。
| 党職                      | 党職                                     | 党職                |
| ------------------------- | ---------------------------------------- | ------------------- |
| 先代 ジャン・クレティエン | カナダ自由党党首 第13代：2003年 - 2006年 | 次代 ビル・グラハム |